# Concierto para piano n.º 14 (Mozart)

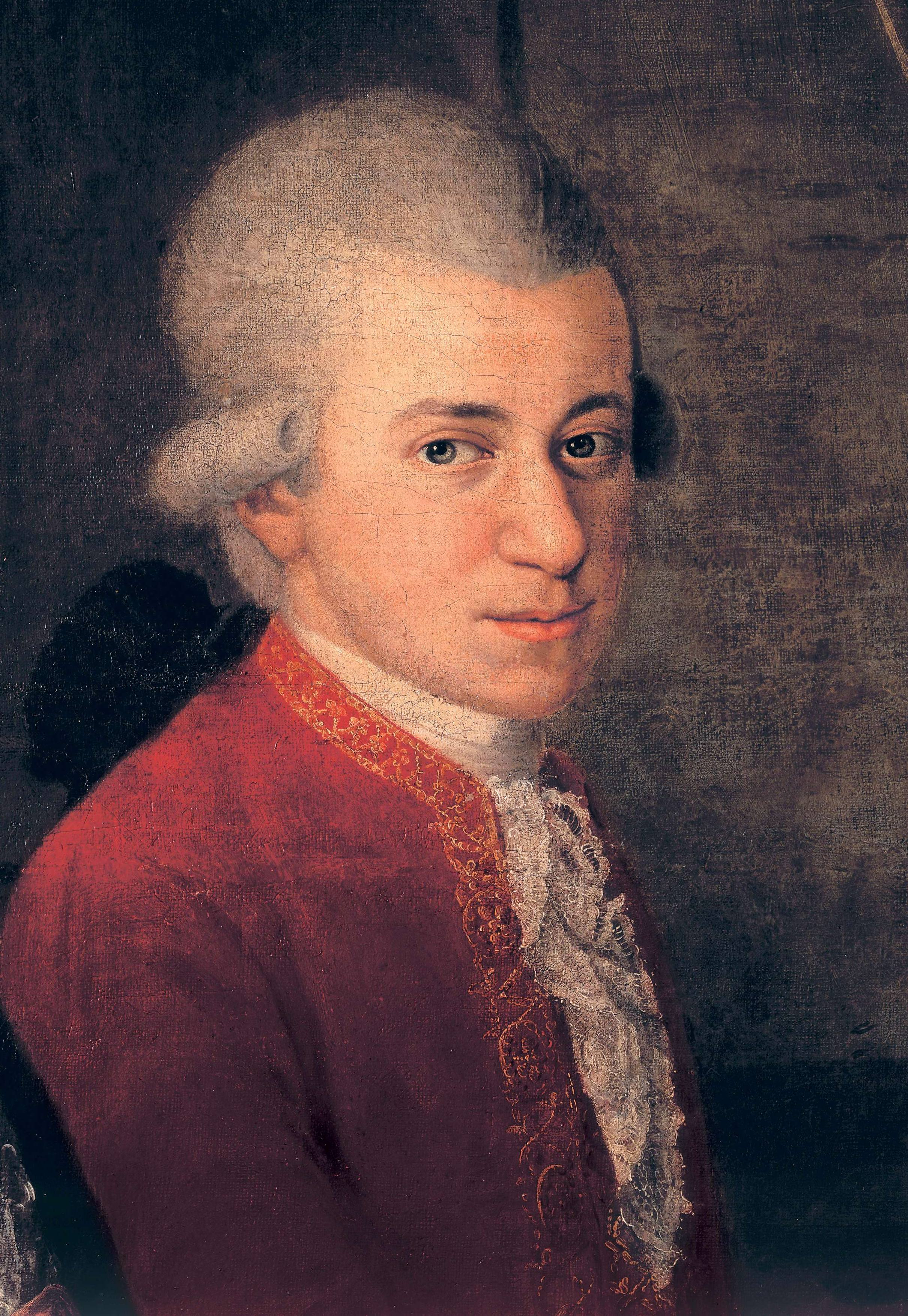
Wolfgang Amadeus Mozart. Detalle del cuadro de Johann Nepomuk della Croce, c. 1780, donde aparece junto a su familia.

El Concierto para piano n.º 14 en mi bemol mayor, K. 449, de Wolfgang Amadeus Mozart, fue escrito en 1784.

## Historia
Se trata de la primera composición que apuntó en un cuaderno de su música que llevó durante los siguientes siete años, escribiendo temas principales, fechas de término, y otra información importante. Gracias a este cuaderno sabemos con exactitud que este concierto fue terminado el día 9 de febrero.
En el mismo año escribió una serie de conciertos sucesivos y en una carta dirigida a su padre le cuenta que en mayo ya había escrito los conciertos nos. 15 y 16 (en si bemol mayor y en re mayor, KV 450 y KV 451, respectivamente) y que "no podría elegir uno de ellos" pero que "el de mi bemol mayor no pertenece del todo a la misma categoría. Es de una clase bastante peculiar...". Puede apreciarse que es el primero de la serie de conciertos maduros que Mozart escribió, y en efecto expertos de la talla de Cuthbert Girdlestone y Arthur Hutchings lo valoran como uno de los mejores, particularmente debido a que los tres movimientos son de la más alta categoría.
Entre las obras escritas en 1784 figuran, además de este concierto, los seis conciertos para piano nos. 14-19, el Quinteto para piano y vientos, entre algunas otras piezas para piano -la Sonata en do menor es digna de mención, un cuarteto de cuerda (el "Hunt"), y también algunas series de danzas orquestales. 
Entre las obras de otros compositores contemporáneos conocidas por Mozart  se incluyen la Sinfonía n.º 80 (en re menor) y el Concierto para violonchelo n.º 2 de Joseph Haydn; Michael Haydn había publicado dos series de cuartetos el año de antes (también en que Mozart escribió los dos dúos violín-viola sobre los que circulaba la leyenda de que habían sido compuestos por el propio Mozart con intención de ayudar a un compositor a cumplir con un encargo, lo que según Alfred Einstein parece ser una historia de dudosa verosimilitud), y Carl Stamitz e Ignaz Pleyel escribieron cada uno otras seis series (Pleyel publicó una serie más en 1784). Un concierto para violonchelo de Pleyel (en do mayor) fue también publicado entre 1782-1784 (Pleyel era un compositor cuyos cuartetos, por lo menos, Mozart valoraba altamente).

## Análisis musical

### Estructura
Consta de tres movimientos:
- I. Allegro vivace. (en compás de 3/4).
- II. Andantino. (en si bemol mayor y compás de 2/4).
- III. Allegro ma non troppo. (en compás de 2/2).

I. Allegro vivace
Un compás de 3/4 para el movimiento de apertura de un concierto para piano -de entre los conciertos para piano de Mozart. Entre ellos tan sólo este, el n.º 11 y el n.º 24 comienzan con un movimiento en 3/4. También es tradicional, en el tutti de un concierto clásico, presenta una pequeña enfatización. 
En este concierto, en el primer movimiento, tras la primera frase -la cual empieza ambiguamente, un mi bemol al unísono seguido por un unísono sobre el do, serpenteando en torno a un si bemol- va a una cadencia perfecta, se produce una modulación inmediata, a través de un vehemente pasaje en do menor, a la tonalidad de si bemol mayor (sobre el acorde de fa mayor durante unos cuantos compases para calmar los nervios). Aquí se oye un posible segundo tema, interpretado por las cuerdas, los vientos no entran hasta el último momento de tensión (cerca de la modulación de vuelta a la tonalidad original: mi bemol mayor).
III. Allegro ma non troppo
Girdlestone escribe que el paso de este final es "no es de galope, ni de carrera, ni de una danza, tan solo es una marcha oscilante, ligera y regular, y la virtud de su estribillo, con su vago contorno y su dicción 'sillabato'... reposa en su ritmo más que en su melodía." Más allá de que este rondó pueda ser dividido en secciones contrastantes, la apariencia sobre el papel es muy diferente de lo que entra por el oído, lo cual es monotemático: "Cuando, partitura en mano, uno observa cada vuelta al primer sujeto... es posible eliminar las cuatro exposiciones del estribillo del [rondó]... Pero al escucharlo completo da la impresión de que el estribillo no deja de sonar".